# دالة ثابتة

بيان لدالة ثابتة،يوازي محور ويقبل محور محور تناظر له.

الدالة الثابتة أو التابع الثابت (بالإنجليزية: Constant function)‏ في الرياضيات هي دالة رياضية لا تتغير قيمتها مهما كانت قيمة وسيط الدخل. مثلاً: الدالة f(x) = 4 هي دالة ثابتة لأن قيمة f تكون 4 من أجل أي قيمة لـ x وصيغتها العامة هي :{\displaystyle f(x)=a\,}.

## خصائص الدالة الثابتة
- مشتق الدالة الثابتة دائماً تساوي الصفر (لأن المشتق هو من حيث المبدأ يعبر عن تغير قيمة الدالة، وباعتبار أن الدالة الثابتة لا تغير قيمتها فتكون مشتقها معدوماً.
- تمثل الدالة الثابتة في نظام الإحداثيات الديكارتية بخط مستقيم يوازي محور x ويقطع محور y عند القيمة الثابتة للدالة.

## وصلات خارجية
- الدوال: الدالة الثابتة.